# Ellie Greenaway
Pour l’article homonyme, voir Greenaway.
 (septembre 2017).
Si vous disposez d'ouvrages ou d'articles de référence ou si vous connaissez des sites web de qualité traitant du thème abordé ici, merci de compléter l'article en donnant les références utiles à sa vérifiabilité et en les liant à la section « Notes et références ».
Elle (prononcé Ellie dans la version française) Greenaway est un personnage de fiction de la série télévisée américaine Esprits criminels, interprétée par Lola Glaudini.

## Vie professionnelle
Elle intègre l'équipe lors du pilote de la série.
Comme pour Derek, son père Robert qui était policier (à New York) est mort en service quand elle avait huit ans. Elle est une spécialiste des crimes sexuels et a tendance, comme Gideon, à s'impliquer émotionnellement dans les affaires qu'elle traite. Sociable et rassurante, elle a souvent été d'un grand secours pour faire parler les victimes d'agression.
À la fin de la première saison, alors que Hotch lui avait ordonné de rentrer se reposer chez elle durant une affaire, elle y est blessée par balle par le suspect qu'ils recherchent (Randall Garner, le « Roi pêcheur »), qui touche sa blessure avec ses doigts brûlés pour écrire avec son sang sur le mur, vole son arme de service et sa carte d'identité. Bien qu'elle y survit, cette attaque la traumatisera et affectera par la suite sa confiance en elle.
À partir de là, Elle devient plus agressive et expéditive. Elle sonne la fin de sa carrière le 10 octobre 2006 en tuant de sang-froid William Lee, un violeur en série qui avait été libéré faute de preuves, à cause de son impatience et son manque de confiance dans l'équipe. Couverte par Hotch, Elle finit par quitter le FBI officiellement en raison d'un trouble de stress post-traumatique, sans avoir avoué le meurtre. On ignore ce qu'elle devient par la suite. Elle apparaît via des flashbacks dans le dernier épisode de la série : l'épisode 10 de la saison 15.